# Robert Malone
Pour les articles homonymes, voir Roberto Malone et Malone.
Robert Wallace Malone est un biologiste moléculaire américain. Il travaille sur l’ARN messager dans les années 1980 et découvre que celui-ci peut pénétrer des cellules humaines et les conduire à produire des protéines, une découverte liée au développement ultérieur des vaccins à ARN.
Pendant la pandémie de Covid-19, il diffuse des informations fausses à propos de l’efficacité et de la sureté des vaccins contre le Covid-19, et milite contre leur utilisation. Ses propos sont largement relayés, notamment par des personnalités complotistes ou antivaccins.

## Formation et recherche
Robert Malone étudia la médecine à l'université Northwestern, où il obtint un diplôme de docteur en médecine (M.D.). L'ARN messager est découvert en 1961, lui permettant de travailler sur ce sujet dans les années 1980,.
Alors que l'ARN n'a pas encore d'usage médical, fin 1987, Robert Malone réalise une expérience importante : il mélange des brins d'ARN messager avec des nano-particules lipidiques pour créer un mélange moléculaire et observe que les cellules humaines baignées dans ce mélange génétique absorbent l'ARNm. Ce mécanisme est à la base des vaccins à ARN.
Conscient du potentiel médical de cette découverte, Malone, alors étudiant de troisième cycle au Salk Institute for Biological Studies, en Californie, prend quelques notes datées et signées par lui-même, ainsi qu'un autre membre du laboratoire Salk, pour consigner sa découverte : « Si les cellules pouvaient créer des protéines à partir de l'ARNm qui leur était délivré », écrit-il le 11 janvier 1988, il serait possible de « traiter l'ARN comme un médicament ». La même année, Malone trouve que l'ARNm ainsi préparé est aussi absorbé par des organismes plus complexes tels que les embryons de grenouilles. Pour la première fois, on utilisait des nano-particules lipidiques pour faciliter le passage de l'ARNm dans un organisme vivant. En 1989, il est le premier auteur d'un article décrivant cette technique d'encapsulation et d'introduction de l'ARN messager dans des cellules de souris,. L'année suivante, il cosigne un article décrivant une expérience semblable in vivo,.
Ces expériences ont contribué au développement ultérieur de la technique des vaccins à ARN, utilisée par deux des principaux vaccins contre la Covid-19, le Tozinaméran développé par la société BioNTech et Pfizer, ainsi que le mRNA-1273 développé par Moderna.
Après la fin de ses études de médecine, il cherche à poursuivre son travail sur ce sujet dans les années 1990, mais l'absence de fonds nécessaires lui fait orienter ses recherches vers les vaccins à ADN.

## Désinformation sur les vaccins à ARN contre la Covid-19
Pendant la pandémie de Covid-19, Robert Malone contribue à la désinformation à propos des vaccins à ARN, dont il dit être l'inventeur. Si ses découvertes dans les années 1980 ont joué un rôle-clé, l'invention des vaccins basés sur cette technologie n'a pu être développée que par la contribution de nombreux autres scientifiques. Ses critiques des vaccins à ARN contre la Covid-19 rencontrent un écho favorable dans les milieux antivaccins,,,.
L'organisation Health Feedback, un site de vérification des informations relatives à la santé validé par l'Organisation mondiale de la santé, estime qu'il tient des propos trompeurs (« misinformation »), infondés et contraires aux preuves scientifiques à propos de la vaccination contre la Covid-19. Le 28 juillet 2021, il prétend en particulier, dans un entretien pour le podcast War Room: Pandemic animé par l'homme d'affaires et homme politique Steve Bannon, que les vaccins pourraient affaiblir la défense immunitaire face à un autre type de virus en raison d'un mécanisme de facilitation de l'infection par des anticorps. En réalité, ce risque, rencontré lors du développement d'autres vaccins comme celui contre la dengue, a été pris en compte dès le début du développement des vaccins contre la Covid-19. Les études conduites pendant la phase de développement puis au cours de la campagne de vaccination proprement dite ont montré que ce mécanisme n'était pas à l'œuvre. Le discours de Robert Malone à propos d'un risque que les vaccins faciliteraient l'apparition de variants plus dangereux est également contraire aux preuves scientifiques.
En juin 2021, Robert Malone affirme que la protéine Spike utilisée dans les vaccins contre la Covid-19 serait « très dangereuse » et cytotoxique. Il diffuse un discours alarmiste sur la toxicité de cette molécule, en particulier pour la vaccination des enfants,. Cette affirmation est largement reprise sur les réseaux sociaux ; elle est cependant démentie par la recherche scientifique,,,.
Robert Malone publie deux articles présentant l’étude observationnelle de médicaments contre le Covid-19 avec un autre chercheur dans la revue Frontiers in Pharmacology : l’un porte sur le famotidine, l’autre sur l’ivermectine. Bien qu’ayant passé l'évaluation par les pairs, les deux articles sont retirés par la revue, qui estime qu'ils contiennent de fortes affirmations non étayées, et qu'ils ne présentent pas un apport scientifique objectif et équilibré.
Le 24 aout 2021, lors d'un nouvel entretien à Steve Bannon, alors que le vaccin de Pfizer a reçu l'approbation complète de la Food and Drug Administration la veille, Robert Malone affirme que ce vaccin n'est pas disponible et que celui effectivement administré ne bénéficie toujours que d'une autorisation d'utilisation d'urgence (Emergency Use Authorization (en)), ce qui se traduirait par des conditions de responsabilité et de compensation différentes pour l'entreprise. En réalité, les conditions de responsabilité sont les mêmes pour les deux produits. Quelques jours plus tard, Robert Malone reconnait s'être trompé sur ce second point.
En décembre 2021, il publie une vidéo dans laquelle il affirme que les vaccins à ARN messager pourraient « endommager le système reproducteur des enfants » et « changer fondamentalement [leur] système immunitaire ». Ces affirmations sont considérées comme fausses par les scientifiques consultés par l'Agence France-Presse et par Health Feedback,,, et sont reprises par des personnalités complotistes anti-vaccination,.

## Publications sélectionnées
- Robert Malone et al., « Zika Fetal Neuropathogenesis: Etiology of a Viral Syndrome », PLOS Neglected Tropical Diseases, vol. 10, no 8,‎ 2016, e0004530 (PMID 26934531, PMCID 4774925, DOI 10.1371/journal.pntd.0004530, lire en ligne)
- Robert Malone et al., « Zika Virus: Medical Countermeasure Development Challenges », PLOS Neglected Tropical Diseases, vol. 10, no 3,‎ 2016, e0004877 (PMID 27560129, PMCID 4999274, DOI 10.1371/journal.pntd.0004877)
- Stella Somiari, Joseph Drabick, Robert Malone, Richard Gillbert et al., « Theory and in Vivo Application of Electroporative Gene Delivery », Molecular Therapy, vol. 2, no 3,‎ 2000, p. 178–187 (PMID 10985947, DOI 10.1006/mthe.2000.0124)
- Michael Bennett, Alfred Aberle, Michael Nantz, Robert Malone et al., « Cationic Lipid-Mediated Gene Delivery to Murine Lung: Correlation of Lipid Hydration with in Vivo Transfection Activity », Journal of Medicinal Chemistry, vol. 40, no 25,‎ 1997, p. 4069–4078 (PMID 9406597, DOI 10.1021/jm970155q, lire en ligne)
- Robert Malone et Phillip M. Montbriand, « Improved Method for the Removal of Endotoxin from DNA », Journal of Biotechnology (en), vol. 44, no 1,‎ 1996 (lire en ligne)
- Micahel Nantz, Dieter Gruenert, Robert Malone et al., « Cholesterol Enhances Cationic Liposome-mediated DNA Transfection of Human Respiratory Epithelial Cells », Bioscience Reports, vol. 15, no 1,‎ 1995, p. 47–53 (PMID 7647291, DOI 10.1007/BF01200214, S2CID 6610853, lire en ligne)
- M. Anne Hickman, Karin Lehmann-Bruinsma, Robert Malone et al., « Gene Expression Following Direct Injection of DNA into Liver », Human Gene Therapy, vol. 5, no 12,‎ 1994, p. 1477–1483 (PMID 7711140, DOI 10.1089/hum.1994.5.12-1477, lire en ligne)
- Jon A. Wolff, Phillip Williams, Robert Malone et al., « Direct Gene Transfer into Mouse Muscle in Vivo », Science, vol. 247, no 4949,‎ 1990, p. 1465–1468 (PMID 1690918, DOI 10.1126/science.1690918, Bibcode 1990Sci...247.1465W, lire en ligne)
- Robert Malone, I.M. Verma et al., « Cationic Liposome-mediated RNA Transfection », Proceedings of the National Academy of Sciences, vol. 86, no 16,‎ 1989, p. 6077–6081 (PMID 2762315, PMCID 297778, DOI 10.1073/pnas.86.16.6077, Bibcode 1989PNAS...86.6077M)